# Matías Fritzler
Matías Lionel Fritzler (* 23. August 1986 in Lomas de Zamora, Argentinien) ist ein ehemaliger argentinischer Fußballspieler deutscher Abstammung.

## Vereinskarriere
Fritzlers Karriere begann 2003 in der U20-Mannschaft des CA Lanús. Ab der Saison 2004/05 stand er für die Profimannschaft auf dem Rasen und gab sein Debüt in der argentinischen Primera División. In der Saison 2006/07 feierte er mit seinem Team die argentinische Meisterschaft. Zur Saison 2010/11 wurde er zum spanischen Erstliga-Aufsteiger Hércules Alicante verliehen. Das Leihgeschäft endete im Juni 2011.
Zur Rückrunde der Spielzeit 2012/13 wechselte er in die türkische Süper Lig zu Kasımpaşa Istanbul, kehrte 2015 aber zu Lanús zurück. Nach weiteren Stationen bei Club Atlético Huracán und CA Colón spielte Fritzler 2020 bis 2021 im Nachbarland Uruguay bei Danubio FC. Sein letztes Karrierejahr verbrachte er wieder in der Heimat bei Agropecuario.

## Erfolge
- Argentinischer Meister mit CA Lanús 2006/07